# Bistum Fort-Liberté
Das Bistum Fort-Liberté (lat.: Dioecesis Castelli Libertatis) ist eine in Haiti gelegene römisch-katholische Diözese mit Sitz in Fort-Liberté. 

## Geschichte
Das Bistum Fort-Liberté wurde am 31. Januar 1991 durch Papst Johannes Paul II. aus Gebietsabtretungen des Erzbistums Cap-Haïtien, dem es als Suffraganbistum unterstellt wurde, und des Bistums Hinche gegründet.

## Bischöfe von Fort-Liberté
- Hubert Constant OMI (1991–2003), dann Erzbischof von Cap-Haitien
- Chibly Langlois (2004–2011), dann Bischof von Les Cayes
- Max Leroy Mésidor (2012–2013), dann Koadjutorerzbischof von Cap-Haïtien
- Quesnel Alphonse SMM (seit 2014)